# Anti-Work
Anti-Work ist eine Haltung und Bewegung, die das Nachgehen einer geregelten Erwerbsarbeit aufgrund der heute vorherrschenden Arbeitsumstände ablehnt und deren Befürworter eine grundlegend neue Arbeitsethik fordern.

## Merkmale
Die Anti-Work-Bewegung ist lose organisiert und die Ansichten ihrer Anhänger können stark variieren.
Insbesondere in anarchistischen Kreisen sind einige der Meinung, dass Arbeit in ihrer ursprünglichen Bedeutung als schöpferische Tätigkeit des Menschen im Laufe der Geschichte stark entfremdet wurde und heute größtenteils unglücklich mache und belastend sei und daher nicht durch wirtschaftliche oder politische Mittel erzwungen werden sollte („Arbeitszwang“). Einige fordern in diesem Zusammenhang die Einführung eines bedingungslosen Grundeinkommens oder einer kürzeren Arbeitswoche wie der 4-Tage-Woche.
Andere plädieren für einen Paradigmenwechsel innerhalb der gegenwärtigen Einstellung zur Erwerbsarbeit in Form von erhöhter Wertschätzung von Aktivitäten außerhalb einer festen Arbeit. Auch wird in diesem Zusammenhang kritisiert, dass heute von vielen in erster Linie die Mühsal einer Arbeit statt das Ergebnis und der tatsächliche gesellschaftliche Nutzen dieser belohnt und als Indikator für ihren Wert betrachtet werde (Fake Work).
Kritisch gesehen wird außerdem, dass die Leistung und Daseinsberechtigung von Menschen in der heutigen Zeit von vielen oft lediglich auf ihre Errungenschaften in ihrer Arbeit reduziert würden. Dies sei insbesondere dann problematisch für Menschen, wenn ihre Prioritäten in anderen Lebensbereichen liegen.

## Geschichte
Die Ethik scheint ursprünglich aus anarchistischen Kreisen zu stammen, und ihren Ursprung in Essays wie Lob des Müßiggangs von Bertrand Russell, „Das Recht zur nützlichen Arbeitslosigkeit“ von Ivan Illich, und die „Abschaffung der Arbeit“ von Bob Black zu haben.
Der Postanarchist Bob Black rief 1985 die Proletarier dieser Welt auf, sich zu entspannen, da niemand jemals arbeiten solle. Er kritisiert eine Gesellschaft, die nur aus Produktion und Konsum bestehe. Seine Kritik ähnelt der marxistischen Entfremdungskritik, wenn er sich auch als Antimarxist und postleftistischer (Individual-)Anarchist versteht. Er ruft dazu auf, alle Arbeitsplätze so umzugestalten, dass sie „wie ein Spiel sind“. Zentral in seiner Kritik ist der Gedanke der „Fremdbestimmtheit“ der Arbeit, ob nun im Staatssozialismus oder im Kapitalismus. Im Anschluss an Michel Foucault betont er die zentrale Rolle der Arbeit bei der Disziplinierung: Gefängnisse und Fabriken seien zur selben Zeit entstanden, die Schulen seien dafür da Leistungsgedanken und -bereitschaft und Gehorsam einzuüben und es gebe „mehr Freiheit in jeder einigermaßen entstalinisierten Diktatur als an einem gewöhnlichen amerikanischen Arbeitsplatz“.
Das Spiel dagegen sei nicht unbedingt durch Regeln beherrscht und freiwillig, in völliger Freiheit durchgeführt. Er weist darauf hin, dass Jäger- und Sammlergesellschaften durch das Spielen typisiert werden, eine Ansicht, die er von der Arbeit Marshall Sahlins übernimmt. Er erzählt den Aufstieg der hierarchischen Gesellschaften, durch die die Arbeit kumulativ verhängt wird, so dass die zwanghafte Arbeit von heute sogar antiken und mittelalterlichen Bauern unverständlich und bedrückend erscheinen würde. Nach Black können die wichtigsten Aufgaben so gemacht werden, dass sie spielerisch wirken. Außerdem sei eine ganze Menge Arbeit überflüssig oder diene nur der sozialen Kontrolle. Er plädiert für den Ansatz Charles Fouriers, dass Triebe nicht unterdrückt werden sollten, sondern gesellschaftliche Harmonie durch deren Ausleben entstehe. Diesen Ansatz vertrat auch die Frankfurter Schule. Bob Black ist skeptisch über die Möglichkeit der Beseitigung von Arbeit durch arbeitssparende Technologien. Er meint, die Linke könne keine weitgehende Kritik der Arbeit durchführen aufgrund ihrer Bindung an die Kategorie von Arbeitnehmern, die eine Aufwertung der Arbeit erfordert. Bob Black fordert eine Schenkökonomie. Eine der Bob Blacks ähnliche Kritik hatte allerdings auch schon Gustav Landauer. Auch er wollte den Arbeitstag ähnlich neu gestalten.

## Medien
The Idler ist ein zweimal im Monat erscheinendes britisches Magazin, das sich dem Ethos des „Müßiggangs“ verschrieben hat. Es wurde 1993 von Tom Hodgkinson und Gavin Pretor-Pinney mit der Absicht gegründet, alternative Arbeits- und Lebensweisen zu untersuchen.
Die größte organisierte Anti-Work-Community im Internet ist der Subreddit r/antiwork auf Reddit mit (Stand: Dezember 2021) über 1,4 Millionen Mitgliedern, die sich selbst als „idlers“ („Müßiggänger“) bezeichnen und „Unemployment for all, not just the rich!“ („Arbeitslosigkeit für alle, nicht nur für die Reichen!“) fordern.